# Pierre De Wit
Pierre De Wit (ur. 26 września 1987 w Kolonii) – niemiecki piłkarz występujący na pozycji środkowego pomocnika.